# Liste d'espèces de plantes décrites entre 2001 et 2005
De nouvelles espèces vivantes sont régulièrement définies chaque année.
L'apparition d'une nouvelle espèce dans la nomenclature peut se faire de trois manières principales :
- découverte dans la nature d'une espèce totalement différente de ce qui est connu jusqu'alors,
- nouvelle interprétation d'une espèce connue qui s'avère en réalité être composée d'une ou plusieurs espèces proches mais cependant bien distinctes. Ce mode d'apparition d'espèce est en augmentation depuis qu'il est possible d'analyser très finement le génome par des méthodes d'étude et de comparaison des ADN, ces méthodes aboutissant par ailleurs à des remaniements de la classification par une meilleure compréhension de la parenté des taxons (phylogénie). Pour ce type de création de nouvelles espèces, deux circonstances sont possibles : soit une sous-espèce déjà définie est élevée au statut d'espèce, auquel cas le nom, l'auteur et la date sont conservés, soit il est nécessaire de donner un nouveau nom à une partie de la population de l'ancienne espèce,
- découverte d'une nouvelle espèce par l'étude plus approfondie des spécimens conservés dans les musées et les collections.

Ces trois circonstances ont en commun d'être soumises au problème du nombre de spécialistes mondiaux compétents capables de reconnaître le caractère nouveau d'un spécimen. C'est une des raisons pour lesquelles le nombre d'espèces nouvelles chaque année, dans une catégorie taxinomique donnée, est à peu près constant. 
Pour bien préciser le nom complet d'une espèce, le (ou les) auteur(s) de la description doivent être indiqués à la suite du nom scientifique, ainsi que l'année de parution dans la publication scientifique. Le nom donné dans la description initiale d'une espèce est appelé le basionyme. Ce nom peut être amené à changer par la suite pour différentes raisons.
Dans la mesure du possible, ce sont les noms actuellement valides qui sont indiqués, ainsi que les découvreurs, les pays d'origine et les publications dans lesquelles les descriptions ont été faites.

## 2001

### Espèces vivantes décrites en 2001

#### Astéracées (Composées)
- Séneçon de York (Senecio eboracensis Abbott et Lowe, 2001)

Astéracée découverte en Angleterre (►Wikispecies).
Source : Watsonia, 24 (1-3) : 375-387.

#### Rosacées
- Potentilla koreana Ikeda, 2001

Potentille découverte en Corée.
- Potentilla wismariensis Gregor et Henker, 2001

Potentille découverte en Allemagne, endémique de ce pays.

#### Rubiacées
- Sabicea thomensis Joffroy, 2001

Découverte dans l'île de São Tomé (São Tomé et Principe) .

## 2002

### Espèces vivantes décrites en 2002

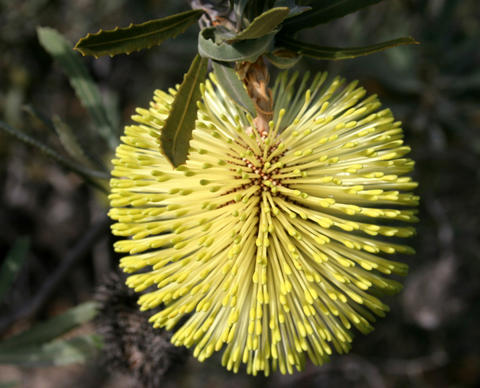
Banksia rosserae

- Senecio kuanshanensis Chung & Peng, 2002

Astéracée découverte à Taïwan.
- Pseudostellaria sierrae Rabeler & Hartman, 2002

Caryophyllacée découverte en Californie.
- Macrocarpaea angustifolia Pringle, 2001

Gentianacée découverte au Pérou.
- Banksia rosserae Olde et Marriott, 2002

Protéacée découverte en Australie.
- Eidothea hardeniana Weston et Kooyman, 2002

Espèce de protéacée découverte en 1988 puis collectée à nouveau en 2000 par Robert Kooyman en Nouvelle-Galles du Sud (Australie). Arbre pouvant atteindre 40 m. de haut. Une seule population d'environ 90 individus.
- Averrhoidium dalyi Acevedo-Rodríguez & Ferrucci, 2002

Sapindacée découverte en Amazonie brésilienne et péruvienne

## 2003

### Espèces vivantes décrites en 2003

#### Pinacées
- Pinus fragilissima Businský, 2003

Espèce de Pinaceae découverte sur l'île de Taïwan.
Source : Novon: A Journal for Botanical Nomenclature: Vol. 13, No. 3, pp. 281–288.

#### Astéracées
- Senecio eboracensis Abbot et Lowe, 2003

#### Capparidacées
- Cleome pakistanica Khatoon et Perveen, 2003

Capparidacée découverte au Pakistan.

#### Iridacées
- Tigridia gracielae Rodríguez et Ortiz-Catedral, 2003

Iridacée découverte dans l'État de México (Mexique) .

#### Rubiacées
- Coprosma fowerakeri Norton & de Lange, 2003

Découverte en Nouvelle-Zélande .

## 2004

### Espèces vivantes décrites en 2004
- Justicia leucoxiphus Cheek, Vollesen et Ghogue, 2004

Acanthacée découverte au Cameroun.
- Aster stennongjiaensis Li & Zhang, 2004

Astéracée découverte en Chine.
- Saussurea wakasugiana Kadota, 2004

Astéracée découverte dans la préfecture de Fukui (Honshu, Japon).
- Shangrilaia nana Al-Shehbaz, Yue & Sun, 2004

Brassicacée découverte en Chine. Nouveau genre.
- Cistus horrens Demoly, 2004

Cistacée découverte dans l'île de la Grande Canarie (Canaries, Espagne).
- Peliosanthes divaricatanthera N. Tanaka, 2004

Convallariacée découverte en Chine et au Vietnam.
- Micrandra inundata Berry & Wiedenhoeft, 2004

Euphorbiacée découverte au Venezuela.
- Illicium hottense Guerrero, Judd et Morris, 2004

Illiciacée découverte dans le massif de la Hotte (Haïti) .
- Epipactis duriensis Bernardos, Tyteca, Revuelta & Amich, 2004

Orchidée endémique du Portugal.
- Psydrax bridsoniana Sonké et Martin, 2004

Rubiacée, arbre myrmécophile découvert dans les monts Kupe au Cameroun.

## 2005

### Espèces vivantes décrites en 2005
- Agave valenciana Cházaro-Basáñez, Vásquez-Garcia et Vargas-Rodriguez, 2005

Agavacée découverte dans l'État de Jalisco au Mexique.
Source : Novon, 15 (4)
- Anthurium moonenii Croat & Gonçalves, 2005

Aracée découverte en Guyane française. L'épithète spécifique honore le naturaliste Joep Moonen, qui a découvert l'espèce.
- Nardophyllum cabrerae Bonifacino, 2005

Astéracée découverte en Argentine.
- Senecio kerdousianus Gomiz & Llamas, 2005

Astéracée découverte dans l'Atlas au Maroc.
- Vaccinium tectiflorum Danet, 2005

Éricacée découverte en Nouvelle-Guinée .
- Astragalus mario-sousae Estrada, Villarreal et Yen, 2005

Fabacée découverte au Mexique
- Sabatia arkansana Pringle et Witsell, 2005

Gentianacée découverte dans le comté de Saline en Arkansas.
- Oxalis ferae Llorens, Gil & Cardona, 2005

Oxalidacée découverte dans l'île de Majorque (Baléares, Espagne), où elle est endémique.
- Rafflesia magnifica Madulid, Fandang et Agoo, 2005

Rafflésiacée découverte dans l'île de Mindanao aux Philippines.
- Rafflesia mira Fernando et Ong, 2005

Rafflésiacée découverte aux Philippines.
- Clematis erectisepala Xie, Shi et Li, 2005

Ranunculacée
Source : Novon, 15 (4) : 650-653.
- Thalictrum kubotae Kadota, 2005

Ranunculacée découverte dans l'île de Honshu au Japon.
- Solanum arcanum

Espèce de tomate sauvage (Solanacées) découverte au Pérou.
- Solanum huaylasense

Espèce de tomate sauvage (Solanacées) découverte au Pérou.
- Etlingera kenyalang Poulsen & Christensen, 2005

Zingibéracée découverte au Sarawak (Bornéo).